# Tabebuia gemmiflora
Tabebuia gemmiflora là một loài thực vật có hoa trong họ Chùm ớt. Loài này được Rizzini & A.Mattos miêu tả khoa học đầu tiên năm 1986.